# 千葉市土気あすみが丘プラザ
千葉市土気あすみが丘プラザ（ちばしとけ あすみがおかプラザ）は、千葉市緑区あすみが丘にある公共施設。愛称は「あすみプラザ」もしくは「土気あすみが丘プラザ」。

## 概要
市民への解放の場として多くの設備を有している。千葉市民ならば、申請書を出して最短で2日で利用を開始することができる。また、多くのイベントも開催されている。

## 設備内容
- 1階-ロビー(260m2)、静養室(49m2)、展示室(97m2)、体育館(830m2)
- 2階-多目的室(182m2)、和室(99m2)、音楽室(74m2)、幼児室(43m2)、工作室(75m2)、料理実習室(76m2)
- 3階-図書館(511m2)、集会室(69m2)、講習室１(52m2)、講習室２(62m2)、会議室１(57m2)、会議室２(66m2)、会議室３(57m2)

## 沿革
- 1993年（平成5年）5月1日 - 開館
- 2011年（平成23年）4月1日 - ANAスカイビルサービス株式会社に業務委託
- 2018年（平成30年）6月 - 老朽化による大規模修繕工事により全館休館